# Stina Lykke Petersen
Stina Lykke Petersen (Højby, 9 febbraio 1986) è una calciatrice danese, portiere del Kolding IF e della nazionale danese.

## Carriera

### Club
Stina Lykke Petersen si appassiona fin da giovanissima al gioco del calcio decidendo di tesserarsi con l'Højby S&G, società dell'omonima cittadina dove cresce con i genitori, sin dall'età di 5 anni, e dove rimane fino al 1996.
In seguito, continuando l'attività sempre nelle formazioni giovanili, si trasferisce all'Årslev, dove gioca dal 1996 al 2000, per passare al Lunde (2001-2003), chiudendo infine la carriera giovanile nello VSK Aarhus, dove rimane bper la sola stagione 2003-2004.
A 18 anni si trasferisce all'Odense, sua prima esperienza in Elitedivisionen.
Tra 2006 e 2008 è tesserata per il BSF.
Nel 2007 decide di trasferirsi negli Stati Uniti d'America per approfondire gli studi, iscrivendosi al Rollins College, istituto superiore di arti liberali con sede a Winter Park, in Florida, continuando l'attività con le Rollins Tars, la squadra di calcio femminile iscritta al National Collegiate Athletic Association.
Esauriti gli impegni scolastici negli Stati Uniti, decide di far ritorno in Europa, legandosi nuovamente al BSF fino al termine del campionato 2007-2008.
Durante il calciomercato estivo 2009 sottoscrive un accordo con il Brøndby per la stagione di 2009-2010. Grazie al secondo posto ottenuto dalla squadra in campionato la stagione precedente, Petersen ha l'occasione per debuttare nel campionato UEFA per club, l'edizione 2009-10 della UEFA Women's Champions League, dove fa il suo debutto il 30 luglio 2009, nella prima fase di qualificazione, nella partita dove il Brøndby supera per 5-0 le gallesi del Gwalia United. Con il Brøndby rimane quattro stagioni consecutive, contribuendo a conquistare tre titoli di Campione di Danimarca (2011, 2012 e 2013) e quattro Coppe di Danimarca (2010, 2011, 2012, 2013).
Dopo l'Europeo 2013 va a giocare in Germania, con il 2001 Duisburg, partecipante alla Bundesliga, terminando il campionato al 10º posto, l'ultimo utile per evitare la retrocessione, in una stagione segnata dal fallimento della società a dicembre, con le calciatrici che conclusero il campionato con il neonato MSV Duisburg, sezione femminile dell'omonima squadra maschile. Lykke-Petersen chiude la stagione con 11 presenze, la prima il 3 novembre 2013 nel 2-2 sul campo del Cloppenburg.
La stagione successiva scende in seconda serie, al Colonia, con cui vince il girone Sud del campionato e viene promossa in Frauen-Bundesliga, venendo schierata in campo 11 volte, esordendo il 31 agosto 2014 nel successo interno per 2-0 sul Saarbrücken.
Nel 2015 ritorna all'Odense, con cui chiude quinta la prima stagione, passando appena dopo l'inizio della seconda alle svedesi del Kristianstads DFF, con le quali debutta il 3 settembre 2016 nella sconfitta casalinga per 1-0 con l'Eskilstuna United e arriva decima nella Damallsvenskan 2016, evitando di due punti la retrocessione e giocando 9 gare in totale. Nel 2017 torna per la terza volta in patria, firmando con il Kolding IF.

### Nazionale

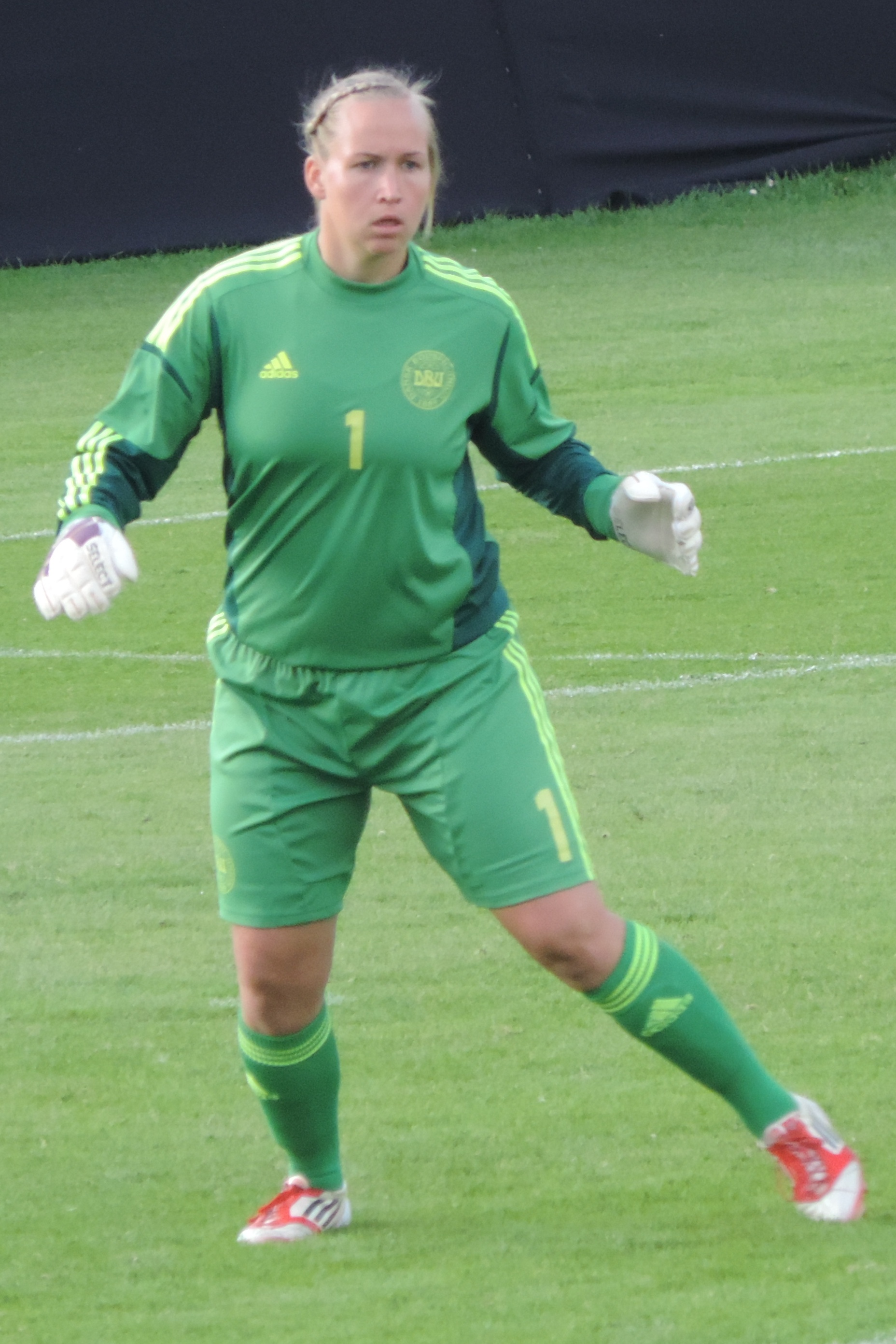
Lykke Petersen nel 2013 con la nazionale danese

Viene convocata per la prima volta nelle nazionali giovanili danesi nel 2002, a 16 anni, venendo convocata in Under-17, con la quale ottiene 15 presenze in un anno. Tra 2003 e 2005 disputa 7 gare in Under-19.
Nel 2005, nonostante non avesse ancora esordito, il CT della nazionale maggiore Peter Bonde la convoca come terzo portiere per l'Europeo in Inghilterra, dove la Danimarca esce al girone e Lykke Petersen non viene mai utilizzata, chiusa nel ruolo da Tine Cederkvist e Mette Bjerg. Terminata la competizione, passa in Under-21, dove gioca 7 volte tra 2005 e 2006. Nel 2009, infine, viene schierata in un'amichevole con l'Under-23.
Il 4 marzo 2011 debutta in nazionale maggiore, giocando titolare nella sconfitta per 3-1 contro la Svezia in Algarve Cup.
Nel 2013, a causa di un infortunio di Heidi Johansen, diventa titolare nelle gerarchie del commissario tecnico Kenneth Heiner-Møller per gli Europei in Svezia. Le danesi raggiungono la semifinale, dove vengono eliminate ai rigori dalla Norvegia, poi finalista perdente. Lykke Petersen è protagonista nella gara inaugurale del torneo, un pareggio per 1-1 contro le padrone di casa della Svezia, nel quale para due rigori, prima a Lotta Schelin e poi a Kosovare Asllani. Viene inoltre inserita nell'All-Star Team della competizione.
Anche il nuovo CT Nils Nielsen la convoca per il torneo continentale 2017 nei Paesi Bassi, usandola come titolare. La Danimarca raggiunge la finale, dove perde per 4-2 contro le padrone di casa.

## Palmarès

### Club

#### Competizioni nazionali
- Campionato danese: 3

Brondby: 2010-2011, 2011-2012, 2012-2013
- Coppa di Danimarca: 4

Brondby: 2009-2010, 2010-2011, 2011-2012, 2012-2013

### Individuale
- Inserita nell'All-Star Team dell'Europeo femminile: 1

Svezia 2013